# Nychiodes bosmina
Nychiodes bosmina är en fjärilsart som beskrevs av Thierry-mieg 1910. Nychiodes bosmina ingår i släktet Nychiodes och familjen mätare. Inga underarter finns listade i Catalogue of Life.